# 손형준 (야구 선수)
손형준(孫亨埈, 1989년 7월 1일 ~ )은 KBO 리그 전 삼성 라이온즈의 외야수이다.

## 학력
- 대구본리초등학교
- 경상중학교
- 경북고등학교
- 연세대학교